# Lantages
 (juin 2011).
Si vous disposez d'ouvrages ou d'articles de référence ou si vous connaissez des sites web de qualité traitant du thème abordé ici, merci de compléter l'article en donnant les références utiles à sa vérifiabilité et en les liant à la section « Notes et références ».
Lantages est une commune française, située dans le département de l'Aube en région Grand Est.

## Géographie
L'altitude moyenne y est de 170 mètres et la commune a une superficie de 1 887 ha et 43 a.
Ce village est situé à 6 km à l'est de Chaource (chef-lieu de canton), 15 km à l'ouest de Bar-sur-Seine (chef-lieu d'arrondissement jusqu'en 1926) et 31 km au sud de Troyes (chef-lieu de département). Il est traversé par le ru de la fontaine Theumée et par le ruisseau de la Marve prenant sa source à Balnot-la-Grange (11 km au sud) et se jetant dans la rivière l'Hozain vers la Chapelle d'Oze, au nord du territoire de Lantages. L'Hozain prend sa source aux Bordes Lantages, au Crot de la Douée (creux de la source abondante), où elle alimente le moulin qui a dû cesser son activité en 1914. Quant au moulin de la Chapelle d'Oz, il ne fonctionnait plus en 1900.
Il comprend les hameaux et lieux-dits suivants :
- Le hameau des Ventes-Fontaines sur le penchant de la colline en direction de Chaource, proche de la forêt, et peu éloigné de l'agglomération
- Le hameau des Bordes-Lantages, nettement excentré vers le nord
- La ferme des Herbues, isolée entre Lantages et Praslin
- La chapelle d'Oze, tout près du finage de Rumilly les Vaudes

| Rumilly-lès-Vaudes | Vougrey  |                       |
| Chaource           | Lantages | Villiers-sous-Praslin |
|                    | Praslin  |                       |

### Hydrographie

#### Réseau hydrographique
La commune est dans la région hydrographique « la Seine de sa source au confluent de l'Oise (exclu) » au sein du bassin Seine-Normandie. Elle est drainée par la Marve, l'Hozain, le ru des Naues, le canal 01 de la Fontagnotte, le Fossé 01 de la Cordelière, le Fossé 01 des Bordes, le Fossé 01 du Tronc Noir, le ru de Changy, le ru de Combert, le ru de la Fontaine Theumee, le ru de Saint-Gengoult, le ru des Baillys, le ru des Naues, le Val des Thées et divers autres petits cours d'eau,.
La Marve, d'une longueur de 20 km, prend sa source dans la commune d'Arthonnay et se jette  dans l'Hozain sur la commune, après avoir traversé six communes.
L'Hozain, d'une longueur de 25 km, prend sa source dans la commune  et se jette  dans la Seine à Bréviandes, après avoir traversé douze communes.

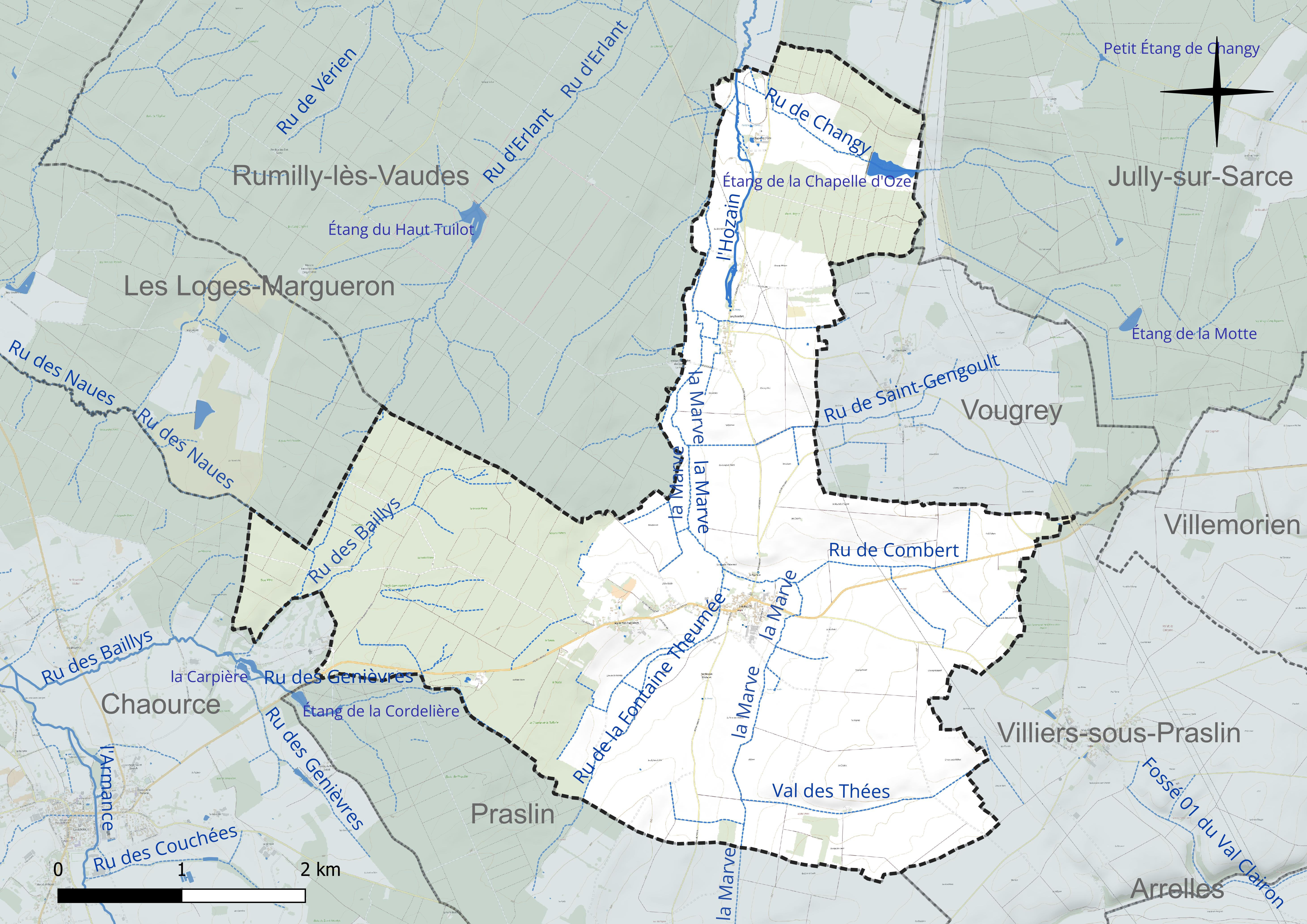
Réseau hydrographique de Lantages.

Deux plans d'eau complètent le réseau hydrographique : la fontaine aux Dames (0 ha) et l'étang de la Chapelle d'Oze, d'une superficie totale de 4,2 ha (4,1 ha sur la commune),.

#### Gestion et qualité des eaux
Le territoire communal est couvert par le schéma d'aménagement et de gestion des eaux (SAGE) « Armançon ». Ce document de planification concerne le territoire du bassin versant de l'Armançon qui s’étend sur 3 100 km2 et se répartit sur trois départements (l'Aube, l'Yonne et la Côte-d'Or). Il a été approuvé le 6 mai 2013. La structure porteuse de l'élaboration et de la mise en œuvre est le syndicat mixte du bassin versant de l'Armançon (SMBVA).
La qualité des cours d’eau peut être consultée sur un site dédié géré par les agences de l’eau et l’Agence française pour la biodiversité.

### Climat
Pour des articles plus généraux, voir Climat du Grand Est et Climat de l'Aube.
En 2010, le climat de la commune est de type climat océanique dégradé des plaines du Centre et du Nord, selon une étude du Centre national de la recherche scientifique s'appuyant sur une série de données couvrant la période 1971-2000. En 2020, Météo-France publie une typologie des climats de la France métropolitaine dans laquelle la commune est exposée à un climat océanique altéré et est dans la région climatique Lorraine, plateau de Langres, Morvan, caractérisée par un hiver rude (1,5 °C), des vents modérés et des brouillards fréquents en automne et hiver.
Pour la période 1971-2000, la température annuelle moyenne est de 10,3 °C, avec une amplitude thermique annuelle de 16 °C. Le cumul annuel moyen de précipitations est de 768 mm, avec 12,1 jours de précipitations en janvier et 8 jours en juillet. Pour la période 1991-2020, la température moyenne annuelle observée sur la station météorologique de Météo-France la plus proche, « Celles-sur-ource », sur la commune de Celles-sur-Ource à 14 km à vol d'oiseau, est de 11,4 °C et le cumul annuel moyen de précipitations est de 747,2 mm. 
La température maximale relevée sur cette station est de 40,6 °C, atteinte le 25 juillet 2019 ; la température minimale est de −15 °C, atteinte le 1er mars 2005,,.
Les paramètres climatiques de la commune ont été estimés pour le milieu du siècle (2041-2070) selon différents scénarios d'émission de gaz à effet de serre à partir des nouvelles projections climatiques de référence DRIAS-2020. Ils sont consultables sur un site dédié publié par Météo-France en novembre 2022.

## Urbanisme

### Typologie
Au 1er janvier 2024, Lantages est catégorisée commune rurale à habitat dispersé, selon la nouvelle grille communale de densité à 7 niveaux définie par l'Insee en 2022.
Elle est située hors unité urbaine. Par ailleurs la commune fait partie de l'aire d'attraction de Troyes, dont elle est une commune de la couronne,. Cette aire, qui regroupe 209 communes, est catégorisée dans les aires de 200 000 à moins de 700 000 habitants,.

### Occupation des sols
L'occupation des sols de la commune, telle qu'elle ressort de la base de données européenne d’occupation biophysique des sols Corine Land Cover (CLC), est marquée par l'importance des territoires agricoles (65,6 % en 2018), une proportion sensiblement équivalente à celle de 1990 (64,8 %). La répartition détaillée en 2018 est la suivante : 
terres arables (57,4 %), forêts (32,6 %), prairies (5,2 %), zones agricoles hétérogènes (3 %), zones urbanisées (1,5 %), milieux à végétation arbustive et/ou herbacée (0,2 %), espaces verts artificialisés, non agricoles (0,1 %). L'évolution de l’occupation des sols de la commune et de ses infrastructures peut être observée sur les différentes représentations cartographiques du territoire : la carte de Cassini (XVIIIe siècle), la carte d'état-major (1820-1866) et les cartes ou photos aériennes de l'IGN pour la période actuelle (1950 à aujourd'hui).

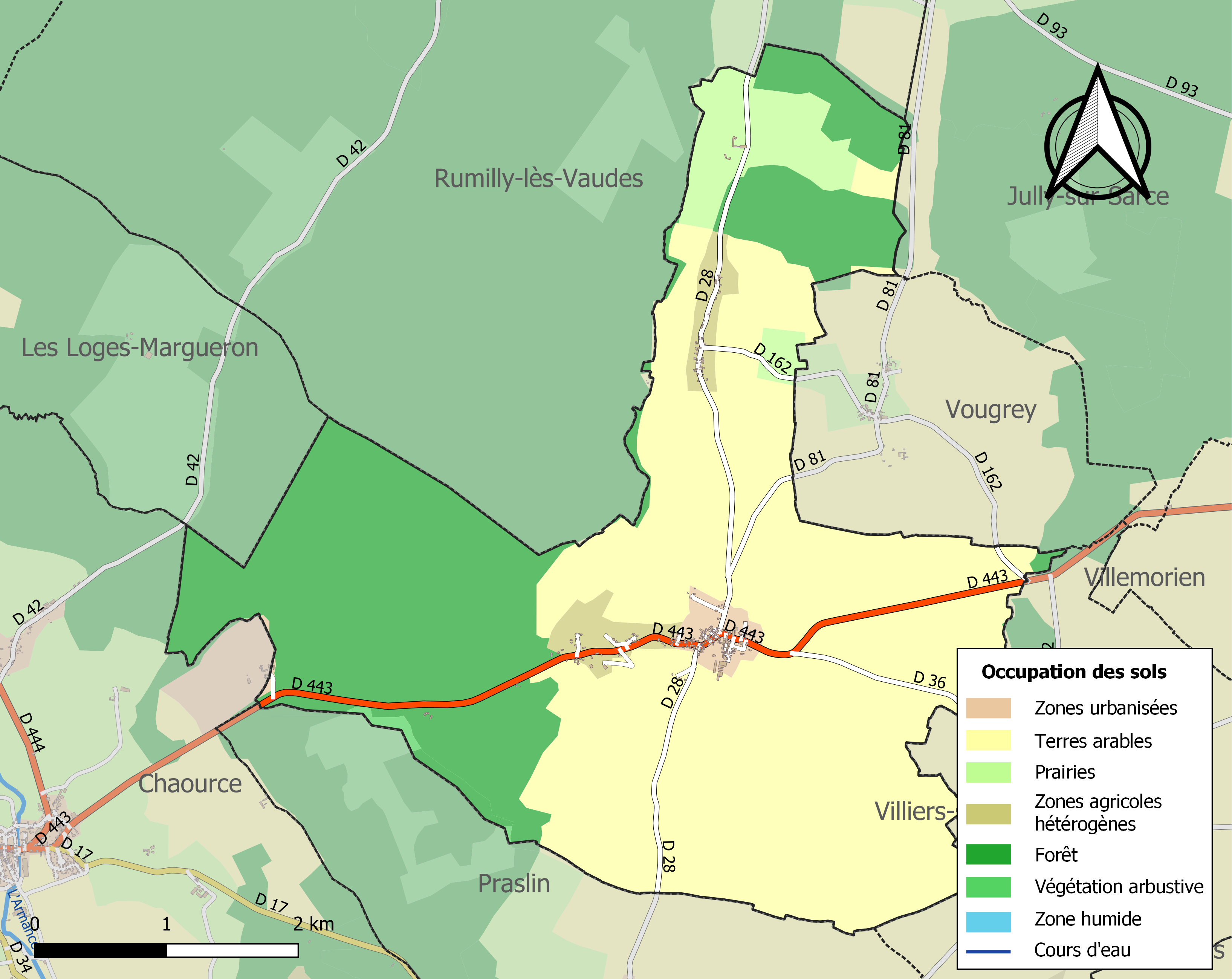
Carte des infrastructures et de l'occupation des sols de la commune en 2018 (CLC).

## Histoire
Le village de Lantages est déjà signalé en 753 sous l'appelletion de Nantavia signifiant "lieu des ruisseaux" (en gaulois, nanto signifie "vallée, ruisseau".
Dès le XIIIe siècle, des seigneurs du lieu portent le nom de Lantages, ce nom, allié à la famille Balathier a perduré jusqu'à nos jours sous le nom de Balathier-Lantage. Un texte atteste qu'entre 1249 et 1252, du temps des chevaliers Gros-Os, Lantages se résumait à une motte féodale. Celle-ci était constituée du donjon seigneurial perché en haut d'une butte de terre, d'une chapelle, de quelques maisons en terre à pans de bois, et d'un four à pain ; le tout entouré d'une palissade de défense et d'un fossé en eau.
En 1789, dans la perspective de la réunion des états généraux, les habitants de Lantages inscrivent dans les cahiers de doléances : "Que les maisons religieuses qui ne sont pas pourvues d'un nombre suffisant de moines soient supprimées et que leurs biens soient vendus, pour être employés à payer les dettes de l'État et améliorer le sort des curés, à portion congrue. Par ce moyen, leurs biens, dont la plupart sont négligés, en passant entre les mains de cultivateurs intelligents, seraient améliorés."
Au XIXe siècle, le sable de Lantages approvisionnait la verrerie de Crogny (commune des Loges Margueron à 10 km au nord-ouest).
C'est à Lantages en 1817 que trois filles pieuses habitant une chaumière furent à l'origine de la fondation de la Congrégation de sœurs de la Providence. Elles s'installèrent ensuite en 1819 à Pargues où cette congrégation fut officialisée par l'autorité épiscopale.
La commune a bénéficié de l'alimentation en eau en 1967 après construction du château d'eau situé à l'extérieur du village sur la route de Chaource.

## Politique et administration
| Période                                  | Période  | Identité         | Étiquette | Qualité  |
| ---------------------------------------- | -------- | ---------------- | --------- | -------- |
| 1896                                     | 1912     | Constant Pageot  |           |          |
| 1912                                     | 1913     | Emmanuel Raclot  |           |          |
| 1913                                     | 1919     | Armand Pageot    |           |          |
| 1919                                     | 1920     | Charles Enfer    |           |          |
| 1920                                     | 1924     | Pierre Grisard   |           |          |
| 1924                                     | 1937     | Jules Ménétrier  |           |          |
| 1937                                     | 1945     | Alfred Charles   |           |          |
| 1945                                     | 1977     | Marius Thorey    |           |          |
| 1977                                     | 1989     | Marcel Thorey    |           |          |
| 1989                                     | 1998     | Bernard Coutord  |           |          |
| 1998                                     | mai 2020 | Michel Bardonnet | DVD       | Retraité |
| mai 2020                                 | En cours | Didier Hénault   |           |          |
| Les données manquantes sont à compléter. |          |                  |           |          |

## Démographie
L'évolution du nombre d'habitants est connue à travers les recensements de la population effectués dans la commune depuis 1793. Pour les communes de moins de 10 000 habitants, une enquête de recensement portant sur toute la population est réalisée tous les cinq ans, les populations de référence des années intermédiaires étant quant à elles estimées par interpolation ou extrapolation. Pour la commune, le premier recensement exhaustif entrant dans le cadre du nouveau dispositif a été réalisé en 2008.

En 2022, la commune comptait 214 habitants, en évolution de −11,2 % par rapport à 2016 (Aube : +0,7 %, France hors Mayotte : +2,11 %).
| 1793 | 1800 | 1806 | 1821 | 1831 | 1836 | 1841 | 1846 | 1851 |
| ---- | ---- | ---- | ---- | ---- | ---- | ---- | ---- | ---- |
| 592  | 604  | 597  | 573  | 637  | 616  | 620  | 600  | 648  |

| 1856 | 1861 | 1866 | 1872 | 1876 | 1881 | 1886 | 1891 | 1896 |
| ---- | ---- | ---- | ---- | ---- | ---- | ---- | ---- | ---- |
| 574  | 548  | 541  | 525  | 495  | 481  | 471  | 457  | 414  |

| 1901 | 1906 | 1911 | 1921 | 1926 | 1931 | 1936 | 1946 | 1954 |
| ---- | ---- | ---- | ---- | ---- | ---- | ---- | ---- | ---- |
| 385  | 362  | 334  | 250  | 265  | 281  | 240  | 279  | 262  |

| 1962 | 1968 | 1975 | 1982 | 1990 | 1999 | 2006 | 2008 | 2013 |
| ---- | ---- | ---- | ---- | ---- | ---- | ---- | ---- | ---- |
| 212  | 174  | 171  | 166  | 204  | 216  | 238  | 244  | 254  |

| 2018 | 2022 | - | - | - | - | - | - | - |
| ---- | ---- | - | - | - | - | - | - | - |
| 219  | 214  | - | - | - | - | - | - | - |

## Lieux et monuments
Vers 1145, des religieuses s'établirent à la chapelle d'Oze (citée au 1) (certains textes disent qu'un prieuré y aurait été fondé en 653 et supprimé en 1413). La présence de religieuses valut à la source située à 100 m de la tour, le nom de Fontaine des Dames. Cette chapelle fut ensuite reprise par des moines bénédictins de la communauté des Nonnains dépendant de l'ordre de Molesme (Côte-d'Or) et qualifiée d'abbaye en 1492. L'eau de cette fontaine avait des propriétés assurées pour les femmes désirant avoir des enfants et étaient chaudement recommandées par un moine de la chapelle. Tant que ce moine resta jeune, leur vertu merveilleuse fut unanimement reconnue, mais dès qu'il commença à vieillir, elles perdirent beaucoup de leur efficacité...
En direction de Villemorien, à la sortie du village à gauche, dans un champ, se trouve la tombe de Victor Hénaut. À la fin du XIXe siècle, par mesure d'hygiène, ce conseiller municipal proposa de transférer le cimetière (entourant l'église) dans ce champ lui appartenant. Cette proposition resta sans effet mais ce monsieur s'y fit enterrer en 1920. Le cimetière municipal a été agrandi en 2012 avec la réalisation d'un columbarium et jardin du souvenir.
L'ancienne mairie a été démolie en 1956 et reconstruite au même emplacement mais en retrait de la route. Elle portait l'inscription suivante, gravée dans la pierre en 1647 :
"Cornu, cornard ou cornichon
Qui passe parmy cette rue
N'y passe que la tête nue
Pour se choisir un capuchon"
À cette époque, étaient incrustés dans la façade, un nombre prodigieux de bois de cerfs qui justifiaient ce quatrain. Cette pierre gravée a été scellée dans la terrasse de la nouvelle mairie. Avant de devenir mairie en 1830, le bâtiment appartenait à une famille de notables, les Regnault, dont on retrouve Jacques Edme Régnault de Beaucaron à Chaource, littérateur et député à l'Assemblée législative en 1791.
Les deux mares communales, face à l'église, servaient d'abreuvoirs aux bestiaux. Elles ont été comblées en 1965.
L'église Saint-Valentin construite au XIIe siècle et agrandie au XVIe fut en partie détruite en 1723 par un terrible incendie qui ravagea aussi une grande partie des habitations et tua cinq personnes. Elle fut alors reconstruite en partie, et considérablement renforcée au niveau de la tour et des murs de soutènement entre 1865 et 1878. Les cloches furent électrifiées grâce à un don anonyme en 1971. Une réfection complète de la toiture a été effectuée en 1978. L'église, dotée également d'une horloge électrique, est également illuminée la nuit par 8 projecteurs depuis 2003. C'est l'une des plus vastes du canton. Le dernier curé de Lantages (l'abbé Cédat) cessa son activité en 1947. Le presbytère fit l'objet d'une vente aux enchères par décision du conseil municipal du 2/11/1958.
Chapelle sépulcrale du château de la Cordelière.
Le bâtiment à deux étages, en face de l'église, appelé pompeusement vieux château, aurait été construit près de l'emplacement de l'ancien château appartenant à la famille de Balathier, et avec les pierres de celui-ci. Le pigeonnier en a été rasé après la guerre de 1914-1918.
La salle polyvalente a été construite sur un terrain communal derrière l'église en 1992. L'ancienne, consistant en une ancienne salle de classe préfabriquée récupérée à Vendeuvre-sur-Barse en 1972, et située en bordure du CD 443, a alors été détruite.
L'école, située dans le même bâtiment que la mairie actuelle, a fermé en 1998. Les élèves sont maintenant scolarisés à Chaource. Le logement de l'instituteur est maintenant loué à des particuliers.
Le lotissement sis en bordure de la route de Chaource, sur la "colline", a été inauguré en 1983. En 2012, il compte 7 pavillons.
La commune a conservé son lavoir sur le ru de la fontaine Theumée. Il a été restauré puis doté d'une clôture en 2003. Un barrage pour permettre une réserve incendie avait été construit en 1957 entre ce lavoir et le pont.

## Voirie
Pour réglementer la circulation au carrefour des routes de Bar-su- Seine et Les Bordes Lantages, un rond-point fut édifié en 1979. Le pont dans l'agglomération, sur le ru de la fontaine Theumée, fut refait à neuf en 1988.
Une aire de repos fut aménagée en 1991 à l'orée de la forêt, en bordure du CD 443. Les travaux furent entrepris avec le concours de bénévoles et grâce à la générosité d'un exploitant forestier. Cette aire des Ventes Fontaines a été agréée par la Commission Départementale de l'Environnement.
En 1998, des travaux de réfection ont été entrepris en 1998 sur la chaussée entre Lantages et la Cordelière. Corrélativement, le renforcement du réseau électrique entre le village et le domaine Raid Découverte fut réalisé.
En 2005, des travaux de pose de bordures et caniveaux ont été effectués au centre du village, en direction de Chaource.

## Activités
En 1953, Raymond Tourneur avait repris l'exploitation du café au centre du village pendant une dizaine d'années à peine, sous l'appellation "Le refuge du voyageur". La boulangerie quant à elle a fonctionné jusqu'en 1989.
En 1968, Marcel Thorey, agriculteur, s'est lancé dans la culture bio en créant avec ses fils, le GAEC Thorey qui écoule ses produits en vente directe à la ferme ou sur les marchés. Cette production concerne des produits laitiers, de la viande (bœuf, veau, porc) et des céréales.
En 2012, le village comprend encore quelques artisans dont la mécanique électricité auto Bueb.
Un élevage de chiens portant le nom de "Les gardiens d'Attila" existe aussi à la ferme des Herbues.
L'association "Animation-Loisirs de Lantages Vougrey (commune voisine)" est l'élément moteur des animations et festivités du village. Elle a notamment été à l'origine des magnifiques chars présentés chaque année à la fête du muguet du 1er mai à Chaource. En cette année 2012, on peut également citer les associations "Les amis des croix de pays" et "l'Association de Reconstitution militaIre" sises à Lantages. Il existe également deux sociétés de chasse : la Société de chasse en plaine et une société de chasse au bois, "Le grand brâme".

## Personnalités liées à la commune
Jessé Fléché né à Lantages vers 1559 (?), curé de Lantages, partit pour le Canada en 1610. Il y fut le premier prêtre séculier français et y procéda à plus de 140 baptêmes en moins d'un an. L'arrivée de deux jésuites en Acadie provoqua son retour en France. Il se retira à Ligny le Chatel où il décéda en 1645. Une plaque a été apposée sur le mur ouest de l'église en son honneur en 2010.